# Maisons de Nicolas Grain
Les maisons de Nicolas Grain sont des maisons situées à Vadencourt, en France.

## Localisation
Les maisons sont situées sur la commune de Vadencourt, dans le département de l'Aisne.

## Historique
Le monument est inscrit au titre des monuments historiques en 2001.